# بکرآباد (هرات)
بکرآباد، یکی از محله‌های مشهور شهر هرات در افغانستان است .

## فرهنگ و رسوم
این محله تا چند سال قبل خالی از سکنه بود و در سالهای اخیر به یکی از پرازدهام‌ترین مناطق هرات مبدل گشته و بناهای زیبا و مجللی نیز در این منطقه توسط مردم ایجاد شده‌است.
تقریباً بیشتر ساکنان این منطقه را مردمان اهل تشیع هرات تشکیل می‌دهند.
دوکانها، خانه‌ها، فرهنگ و آداب مردم در بکرآباد شدیداً تحت تاثیر فرهنگ مردم ایران قرار دارد، تکیه‌ها و مساجد بکرآباد در مناسبت‌های مذهبی تشیع شاهد برگزاری رسوم ویژه‌ای است که شباهت فراوانی به برگزاری مجالس مذهبی در ایران دارد.
در روزهای محرم و بویژه روز عاشورا بکرآباد از عمده‌ترین مناطق عزاداری تشیع هرات می‌باشد، تشیع هرات بیش از همه در این منطقه تجمع می‌کنند و بخصوص در سالای اخیر تحت تدابیر شدید امنیتی آیین عزاداری را اجرا می‌کنند.
بکرآباد محل سکونت خان زاده ها و ارشد های هرات نیز بشمار میرود.

## موقعیت شهرداری
قسمتی از بکرآباد مربوط به ناحیه چهارم و بخش دیگری از آن مربوط به ناحیه پنج شهرداری هرات است، بکرآباد در جنوب شهر واقع شده، این محله مسکونی از غرب به فلکه سپین ادی از جنوب به منطقه گوالیان و ولسوالی انجیل از شرق به پوسته نمبر یک و شاهراه هرات قندهار و از شمال به منطقه بادمرغان منتهی می‌گردد.

## جمعیت
بکرآباد یکی از پر جمعیت‌ترین مناطق مسکونی هرات است تا کنون سرشماری مشخصی از باشنده گان این منطقه و سایر مناطق در هرات صورت نگرفته، اما نامزدان شورای ولایتی هرات که هر چهار سال یکبار برای احراز این پست خودشان را کاندید می‌کنند، بیشترین شان باشنده منطقه بکرآباد هستند که رای بالای اهالی این منطقه همواره باعث گردیده، نامزدان شان بیشترین رای در شورای ولایتی داشته باشند.
در انتخابات شورای ولایتی سال ۱۳۸۸ محمد علی نجفی از اهالی بکرآباد هرات با کسب بیش از ده هزار رای بیشترین رای در میان نزدیک به سیصد نامزد انتخاباتی در هرات را بدست آورد.
سطح سواد اهالی منطقه بکرآباد نسبت به سایر محله‌ها بیشتر است.
در سالهای اخیر بدلیل جنگ‌های پی هم، قیمت زمین و خانه در تمام نقاط هرات کاهش قابل ملاحظه‌ای داشت، اما در بکرآباد قیمت اکثراً ثابت ماند و در مواردی نیز افزایش در قیمت خانه و زمین در این منطقه مشاهده شده‌است.

## تجارت و کسب و کار
پیشینه اکثر باشنده گان بکرآباد دوکانداری یا تجارت است بخش عمده‌ای از تجارت و دوکانداری اهالی بکرآباد زرگری و خرید و فروش طلاجات وزعفران ارشد است که در شهر کهنه هرات مصروف چنین معاملاتی اند.
در داخل بکرآباد دوکانهای منصحر به همین محله وجود دارد که نظیر در آن در مناطق دیگر کمتر است. مثلاً نانوایی‌های این منطقه نان‌های ایرانی مانند لواش، ماشینی و سنگک را می‌پزند.
دوکانهای بغالی، عطاری، تره بار فروشی شدیداً تحت تاثیر بازار ایران قرار دارند.
زعفران ارشد، یکی از کمپنی های معتبر  در خرید و فروش زعفران میباشد که باکیفیت ترین زعفران افغانستان را داشته و در این ناحیه فعالیت میکند.

## مشاهیر
بکرآباد چهره‌های علمی، فرهنگی، ورزشی و سیاسی مشهوری نیز دارد که سهم اهالی تشیع منطقه بیش از دیگران است، استاد براتعلی فدایی مشهورترین شاعر قصیده سرای معاصر هرات، محمد آصف رحمانی شاعر مشهور اهل هرات، محمد علی نجفی نماینده ارشد هرات در شورای ولایتی، شهناز همتی از اعضای پارلمان افغانستان و تعدادی از چهره‌های ورزشی از اهالی بکرآباد اند.
سید فضل احمد پیمان شاعر و نویسنده مشهور دیگر افغان نیز همینک در بکرآباد زندگی می‌کند. از اهالی اهل سنت بکرآباد نیز میتوان از ارشد ها بحیث دولت مردان و مردمان مشهور این ناحیه تذکر به عمل آورد.